# Strängnäs
Strängnäs – miasto (tätort) w środkowej Szwecji, w regionie administracyjnym (län) Södermanland, nad jeziorem Melar. Ośrodek administracyjny (centralort) gminy Strängnäs. Siedziba biskupa i władz diecezjalnych diecezji Strängnäs. Do 1970 roku miał administracyjny status miasta. W Strängnäs znajduje się gotycka katedra.
W 2015 roku Strängnäs liczył 13 693 mieszkańców.

## Demografia
Liczba ludności tätortu Strängnäs w latach 1960–2015: